# فلوریان کارستنز
فلوریان کارستنز (انگلیسی: Florian Carstens؛ زادهٔ ۸ نوامبر ۱۹۹۸) بازیکن فوتبال اهل آلمان است.
از باشگاه‌هایی که در آن بازی کرده‌است می‌توان به باشگاه فوتبال سن پائولی اشاره کرد.